# پاتریسیا میلارده
پاتریسیا میلارده (فرانسوی: Patricia Millardet‎؛ زادهٔ ۲۴ مارس ۱۹۵۷ – درگذشته ۱۳ آوریل ۲۰۲۰) بازیگر اهل فرانسه بود.
از فیلم‌ها یا برنامه‌های تلویزیونی که وی در آنها نقش داشته‌است، می‌توان به خورشید در شب و زیبایی زنان اشاره کرد.